# Freckeisen
Freckeisen (en luxemburguès i en alemany: Freckeisen) és una vila de la comuna de Waldbillig, situada al districte de Grevenmacher del cantó d'Echternach.

## Geografia
Freckeisen està situat en un altiplà en un paisatge de prat a una altitud de 370 metres sobre nivell de mar. El poble es connecta amb els seus veïns Savelborn i Christnach.